# Manny Sarmiento
Manuel Eduardo Sarmiento Aponte (Cagua, estado Aragua, 2 de febrero de 1956) es un ex lanzador de béisbol profesional venezolano que jugó con los Cincinnati Reds (1976–79), Seattle Mariners (1980) y Pittsburgh Pirates (1982–83) en las Grandes Ligas de Béisbol y con los Navegantes del Magallanes y Tigres de Aragua en la Liga Venezolana de Béisbol Profesional.

## En Grandes Ligas
Sarmiento fue firmado como agente libre el 25 de marzo de 1972, quienes lo asignaron a su filial rookie GCL Reds en la Gulf Coast League donde tuvo su primera experiencia en el béisbol estadounidense. En las campañas de 1973 y 1974 jugó con las filiales clase A Seattle Rainiers y Tampa Tarpons. En 1975 ascendió a AA Trois-Rivieres Aigles, en la Eastern League y en 1976 inició la temporada con el Indianápolis Indians, AAA para posteriormente ser llamado al equipo mayor se mismo año.
Debutó en las Grandes Ligas el 30 de julio en el partido entre los Reds y San Diego Padres, en el estadio Riverfront. Entró como relevista en el tercer episodio y lanzó tres entradas, en las cuales permitió 5 imparables, 2 carreras sucias, ponchó a un bateador y dio 2 boletos, y se llevó su primera victoria en grandes ligas. Sarmiento terminó la temporada con cifras de 5 victorias y 1 derrota, efectividad de 2.05 en 22 apariciones. Además, asistió a la Serie Mundial de ese año, aunque no tuvo participación.
Jugó durante cuatro años con la llamada The Big Red Machine (La gran maquinaria roja) de Cincinnati, compartiendo banco con su compatriota David Concepción y jugadores destacados como Pete Rose o Jhonny Bench. Mientras estuvo con los Rojos, registró un récord de 14–8 con 138 ponches, 6 salvamentos y una efectividad de 4.12 en 132 apariciones (incluidas cinco como lanzador abridor).
En 1980, Sarmiento se lesionó mientras estaba con Seattle y requirió una cirugía que puso fin a la temporada. Fue cambiado a principios de 1981 a los Medias Rojas, donde jugó toda la temporada en la filial AAA, Pawtucket. Posteriormente fue comprado por Pittsburgh después de la temporada de 1981. Durante parte de 1982, fue asignado como lanzador abridor y tuvo un récord de 9-4, 81 ponches y efectividad de 3.39, antes de regresar a las funciones de relevo en la temporada de 1983.
En una carrera de siete temporadas, Sarmiento compiló una marca de 26-22 con 283 ponches y una efectividad de 3.49 en 513 entradas lanzadas.

#### El juego más largo
El 18 de abril de 1981, Sarmiento fue parte del que se conoce como el juego más largo en la historia del béisbol profesional de los Estados Unidos. El partido inició el 18 de abril y luego de 21 entradas empatados 2-2 fue suspendido, para luego continuarlo dos meses más tarde. En total, los equipos Rochester (sucursal de los Orioles) y Pawtucket (sucursal de los Medias Rojas) de Triple A jugaron durante 33 episodios. Sarmiento lanzó cuatro entradas por los Medias Rojas, que triunfaron 3-2.

## En la liga venezolana
Sarmiento debutó en la Liga Venezolana de Béisbol profesional el 13 de octubre de 1972, cuando fue llamada a lanzar con los Navegantes del Magallanes apenas con 16 años y 8 meses de edad. En ese entonces, fue el jugador más joven en ver acción en un juego en la historia del equipo valenciano. Esa temporada, el 22 de diciembre de 1972, en el estadio José Bernardo Pérez, de Valencia, ponchó a 14 bateadores de los Leones del Caracas, y logró una marca para lanzadores venezolanos que aún perdura dentro de la franquicia.
En 11 temporadas, entre 1972 y 1983, ganó 33 juegos y rescató 39, con lo cual ha sido el único lanzador magallanero que ha logrado superar las 30 victorias y los 30 salvamentos. Es el número uno de todos los tiempos del club en ponches con 418 y en entradas con 606.1,
Alcanzó tres campeonatos de la Liga. El primero en la temporada 1975-1976 cuando fue refuerzo de los Tigres de Aragua en la final que disputaron contra los Cardenales de Lara. En 5 juegos lanzó 8 entradas y un tercio y dejó efectividad de 1.08, salvó un juego y abanicó a 7 bateadores. El segundo campeonato lo logró con los Navegantes en la zafra 1976-77 cuando enfrentaron en la final a las Águilas del Zulia y el tercer título lo alcanzó con los Navegantes en la temporada 1978-79, con quienes, además se coronó campeón en la Serie del Caribe de 1979, torneo en el cual ganó dos juegos, incluyendo el decisivo ante los Mayos de Navojoa, de México.
En 1984 fue cambiado a los Tigres de Aragua, con quienes disputó 5 temporadas hasta su retiro en el año 1989. Con los Tigres dejó cifras, temporada regular, de 6 victorias, 13 derrotas, 4 salvados, 105 ponches y una efectividad de 4.03.

#### Salón de la Fama de los Navegantes
El 22 de diciembre de 2014 fue incluido en el Salón de la Fama de los Navegantes del Magallanes junto con el jardinero e inicialista Mitchell Page y el directivo Oswaldo Degwitz, en una ceremonia realizada en el estadio José Bernardo Pérez de Valencia.

## Curiosidades
- El 3 de octubre de 1982 interpretó el Himno Nacional de Los Estados Unidos en el Three River Stadium de Pittsburgh, dando muestras de sus dotes como cantante.

"Sarmiento era un buen fildeador con una bola rápida vivaz con los dedos separados y una voz lo suficientemente buena como para cantar una vez el Himno Nacional antes de un juego. Como novato de 20 años en 1976, el esbelto venezolano ayudó a los Rojos a un Campeonato Mundial con cinco victorias de relevo". - Ed Walton, en la Biblioteca de Béisbol .